# Jože Velikonja
Jože Velikonja, slovenski inženir rudarstva in politik, * 6. maj 1965, Trbovlje.
Leta 2011 je bil kot član Pozitivne Slovenije izvoljen za poslanca Državnega zbora Republike Slovenije.